# معتصم علایا
معتصم علایا (انگلیسی: Mouatasem Alaya؛ زادهٔ ۱ ژانویهٔ ۱۹۸۳) بازیکن فوتبال اهل سوریه بود.
از باشگاه‌هایی که در آن بازی کرده‌است می‌توان به باشگاه ورزشی الوحده (سوریه) اشاره کرد.
وی همچنین در تیم ملی فوتبال سوریه بازی کرده‌است.